# Estação Terminal Samambaia
A Estação Terminal Samambaia é uma das estações do Metrô do Distrito Federal, situada em Samambaia, seguida da Estação Samambaia Sul. Administrada pela Companhia do Metropolitano do Distrito Federal, é uma das estações terminais da Linha Laranja.
Foi inaugurada em 17 de agosto de 1998. Localiza-se na Q 202 Conjunto 5. Atende a região administrativa de Samambaia.